# 島田化学工業
島田化学工業株式会社（しまだかがくこうぎょう）は、澱粉の製造を行っていた企業。

## 主な製品
- 食品用米澱粉（商品名「ベターフレンド」）
- 工業用米澱粉（接着剤、化粧品、製紙、医薬品などに使用）

## 事故米穀問題
同社は、米を原料とした澱粉の製造に関する特許を有し、日本国内の米澱粉のシェアをほぼ独占してきた。
2003年度から2008年度までの5年間で、233トン（玄米ベース）の事故米穀を使って、約148トンの澱粉を製造・販売した。事故米不正転売事件で同社の名も取り上げられたが、澱粉の生産ラインが一つしかないため、事故米穀を原料とすることの出来る工業用と、食用米を原料とすべき食品用との区分が出来ていなかった。このため、事故米穀を使用した澱粉の出荷先は、食品用のところが含まれていたか否かは、はっきりとは判明していない。北陸農政局新潟農政事務所の検査では、横流しに関する調査のみで、澱粉の出荷先については把握されていなかった。
島田化学工業は、2008年10月に、奈良県の三和澱粉工業が100%出資して設立する上越スターチに、従業員、特許権、生産設備を譲渡して、廃業することを発表した。11月1日には、上越スターチが設立され、島田化学工業からの事業譲渡受けて、再出発している。上越スターチの社長には三和澱粉の伊藤歩取締役が就任。同社では、事故米穀を取り扱わないとしている。
島田化学工業から製品を納入していた玉子焼等の冷凍食品メーカーのすぐる食品株式会社は、2008年10月に、島田化学工業を相手取って7億6400万円の損害賠償を求め、東京地方裁判所に提訴した。2009年3月23日、原告であるすぐる食品が訴えの取下書を提出したが、これに対し、島田化学工業は、裁判を通じて真実を明らかにすべきと主張し、これに対して同意せず。その後、1年4カ月に渡って裁判が継続されたが、原告から明確な反論が得られず、また真実の解明にもほど遠い裁判の経過であった。そして、2010年7月29日、再度、原告から訴えの取下書が提出され、裁判長から取り下げに応じてほしいと懇願され、これに同社が同意したため、裁判は終結した。